# Batalla de Vargas
La batalla de Vargas fou un dels combats de la Primera Guerra Carlina.

## Antecedents
La rebel·lió va esclatar després de la convocatòria de les Corts el 20 de juny de 1833 quan el pretendent don Carles, refugiat a Portugal es va negar a jurar lleialtat a Maria Cristina de Borbó-Dues Sicílies i l'1 d'octubre, recolzat per Miquel I de Portugal va reclamar el seu dret al tron.
A la pràctica la rebel·lió, que no van tenir el suport de l'exèrcit va començar el dia 2 a Talavera de la Reina quan els voluntaris reialistes locals van proclamar a Carles rei d'Espanya iniciant una sèrie d'insurreccions de guerrillers, ex militars i voluntaris, assumint en molts casos el control del govern municipal, en general amb poc èxit, excepte al País Basc, Navarra i Logronyo, però sense arribar a controlar més que per poc temps les ciutats d'aquests territoris, i la guerra començà el 6 d'octubre quan el general Santos Ladron de Cegama va prendre Logronyo, passant a Navarra per unir-se amb els revoltats, sent capturat a la batalla de Los Arcos i afusellat als pocs dies. A Catalunya, la rebel·lió de Josep Galceran a Prats de Lluçanès el 5 d'octubre va ser sufocada pel capità general Llauder.
La junta carlina de Bilbao va decidir atacar Santander i un cop Juan Felipe de Ibarrola havia pres Reinosa va avançar a Toranzo, on es va unir amb les tropes d'Echevarría, i a Vargas s'hi havien d'unir les de Santiago Villalobos, que havia ocupat Torrelavega, amb intenció de prendre Santander. En conèixer-se a Santander la concentració d'aquestes forces, el coronel Fermín Iriarte va sortir amb una improvisada columna de 400 homes per aturar l'ofensiva carlista.

## Batalla
El 3 de novembre al vespre, quan encara no havien arribat les tropes de Santiago Villalobos, les forces de Fermín Iriarte es van llançar contra els carlins que, sorpresos per l'atac, van abandonar les seves posicions, van defugir el combat i ràpidament es van dispersar per les muntanyes properes, deixant sobre el camp de batalla la majoria de les armes i efectes militars, capturant Juan Felipe de Ibarrola.

## Conseqüències
La presència carlina quedà afeblida amb la campanya del liberal Pedro Sarsfield i Tomás de Zumalacárregui va assumir el lideratge de la direcció dels contingents navarresos el 15 de novembre, i de les tres províncies basques tres setmanes després, reactivant la rebel·lió al nord, organitzant l'exèrcit carlí, unint els batallons d'Àlaba i Navarra i malgrat la manca de munició, els va fer entrar en combat.
A Catalunya, la rebel·lió de Josep Galceran a Prats de Lluçanès el 5 d'octubre va ser sufocada pel capità general Llauder. A Morella, Rafael Ram de Viu Pueyo va proclamar rei a Carles V el 13 de novembre, però fou capturat i executat pels liberals després de la batalla de Calanda.